# حمى أدخنة المعادن
حمى أدخنة المعادن أو حمى دخان الفلزات أو حمى دخان المعادن أو حمى أبخرة المعادن والمعروفة أيضًا ببرداء النّحّاسين أو رعدة النحاس أو حمى الزنك أو حمى أدخنة الزنك أو حمى الغبار المعدني أو حمى صباح الاثنين، هو اعتلال سببه بشكل أساسي التعرض للمواد الكيميائية مثل أكسيد الزنك (ZnO) أو أكسيد الألمنيوم (Al2O3) أو أكسيد المغنيزيوم (MgO) وهي نواتج ثانوية في الأدخنة التي تنطلق عند تسخين بعض المعادن. من المصادر الشائعة الأخرى لحمّى أدخنة المعادن دخان الفضة والذهب والبلاتينيوم الكروم (من الفولاذ المقاوم للصدأ) والنيكل والزرنيخ والمنغنيز والبيريليوم والكادميوم والكوبالت والرصاص والسيلينيوم والزنك. 
تتعرض اللحامات عادةً إلى مادة تسبب حمى أدخنة المعادن بدءًا من المعادن الأساسية أو الطلاء أو الحشوة. يمكن أن يسبب اللحام بالنحاس أو بالقصدير أيضًا تسمم بالمعادن بسبب التعرض للرصاص أو الزنك أو القصدير أو الكادميوم (الموجودة في في بعض سبائك الفضة القديمة) يمكن أن تسبب هذه الحالة فقدان الوعي.

## العلامات والأعراض
تظهر عمومًا علامات وأعراض شبيهة بالإنفلونزا، وتتضمن الحمى والنفضان أو القشعريرة والغثيان والصداع والإعياء والألم العضلي والألم المفصلي بالإضافة إلى فقدان الشهية وضيق النفس وذات الرئة والألم الصدري وتغير في ضغط الدم والدوار والسعال. قد تختبر بعض الحالات طعم معدني حلو في الفم، وحلق جاف ومتهيج الذي يؤدي إلى بحة في الصوت. ومن الأعراض المترافقة مع التسمم المعدني الأشد، إحساس حرق في الجسم أو الصدمة أو احتباس البول أو الانهيار أو الاختلاجات أو ضيق النفس أو اصفرار العينين أو الجلد أو ظهور طفح أو الإقياء أو إسهال مائي أو مدمّى أو ارتفاع ضغط الدم، الأمر الذي يستدعي عناية طبية إسعافية. تختفي الأعراض الشبيهة بالإنفلونزا عادةً خلال 24 إلى 48 ساعة. يستغرق التعافي التام عادةً أسبوع إلى ثلاثة أسابيع.

## العلاج
ينطوي علاج حمى أدخنة المعادن الخفيفة على الراحة والاستلقاء والحفاظ على إماهة المريض بشكل جيد إلى جانب المعالجة العرضية (كإعطاء الإسبرين للسيطرة على الصداع). لم تُحدد بعد المعايير أو التوصيات المتبعة للعلاج في حالة إصابة الرئة الحادة غير التحسسية.
يُعد استهلاك كميات كبيرة من حليب البقر، إما قبل التعرض للأدخنة أو بعده مباشرةً، طريقة علاجية تقليدية. من ناحية أخرى، تجادل إدارة الصحة والسلامة في المملكة المتحدة صحة هذه الطريقة، محذّرةً بالقول: «لا تصدقوا الروايات حول شرب الحليب قبل اللحام، فإنه لا يمنع من الإصابة بحمى أدخنة المعادن.»

## الوقاية
تنطوي الوقاية من إصابة العاملين الذين هم في خطر الإصابة بحمى أدخنة المعادن (مثل اللحامين) على تجنّب الاتصال المباشر مع الأدخنة التي يحتمل أن تكون سامة، وتحسين الضوابط الهندسية (أنظمة تهوية العوادم) وارتداء معدّات الحماية الشخصية (الكمامات أو الأقنعة)، وتثقيف العاملين حول خصائص المتلازمة بحد ذاتها والإجراءات الاستباقية لمنع تطوّرها.
في بعض الحالات، قد يتغير تصميم المنتج للحد من استخدام المعادن الخطيرة. يُستبدل الكادميوم أحيانًا مع المعادن الأخرى. استبدلت بطاريات النيكل- الكادميوم القابلة للشحن ببطاريات نيكل- هيدريد فلز. تحوي هذه البطاريات على معادن سامة أخرى، مثل الكروم والفاناديوم والسيريوم. يمكن استخدام صفائح الزنك أو النيكل بدلًا من صفائح الكادميوم، ونادرًا ما تحوي سبائك الحشو حاليًا على كادميوم.